# 조상범
조상범(1994년 1월 1일 ~ )는 대한민국의 축구 선수이며 포지션은 미드필더이다.

## 축구인 경력

### 선수
조상범은 전북 현대 모터스의 유소년팀인 전주영생고등학교를 거쳐 K리그 드래프트 2013에서 우선지명 선수로 호남대학교에 진학하였으나, 이후 전북으로부터 우선지명이 대학 무대에서 활동하고 있는 도중에 철회되고 말았다.
2017년 대전 시티즌에 자유 선발로 입단하며 프로 무대에 입문하였으며, 5월 7일 경남 FC전을 통해 프로 데뷔전을 치렀으며, 6월 12일 수원 FC전에서는 자신의 장기인 크로스로 첫 어시스트를 기록하는 등 신인임에도 대전 중원에서 좋은 활약을 보였으며, 테크닉이 뛰어나 미드필더 외에도 윙어. 풀백, 미드필더 등 여러 포지션을 두루 소화했다.
2017시즌을 끝으로 대전과의 계약이 만료된 조상범은 2018시즌을 앞두고 수원 FC로 이적하였다.
2020시즌을 앞두고 K3리그의 김포시민축구단으로 이적했다.